# Off My Chest
«Off My Chest» — песня американского рэпера Smokepurpp при участии Lil Pump, выпущенная 14 мая 2020 в качестве ведущего сингла из второго студийного альбома Smokepurpp Florida Jit. Продюсерами сингла стали Мэтт МакКобин, YAYGO и Smokepurpp.

## История
Smokepurpp впервые показал отрывок видео 7 апреля 2020. Песня была анонсирована 11 мая 2020 во время прямой трансляции в Instagram.
Сингл был выпущен 14 мая 2020, за день до выхода нового альбома Smokepurpp Florida Jit, но выпуск альбома был отложен по неизвестным причинам.

## Видеоклип
Релиз видеоклипа на трек состоялся 14 мая на официальном YouTube-канале Smokepurpp, в день выхода сингла. В клипе Smokepurpp и Lil Pump снялись в роли работников офиса. Видеоклип был снят на основе фильма 1999 года «Offica Space».
Режиссёром видеоклипа стал All The Smoke. Он ранее работал с Rod Wave и Lil Durk.

## Отзывы
В интернет-журнале HotNewHipHop «Off My Chest» получил оценку «HOTTTTT».